# Makoto Nakamura
Makoto Nakamura  (ur. 20 czerwca 1952 roku w  Hinokage, Prefektura Miyazaki, Japonia) – japoński karateka stylu Kyokushin posiadający 11 Dan. Pierwszy osobisty uczeń Uchideshi (jap. 内弟子) Sosai Masutatsu Oyamy.
M. Nakamura jest jedynym karateką Kyokushin, któremu udało się dwukrotnie zwyciężyć w Mistrzostwach Świata w latach 1979 i 1984. 
Makoto Nakamura jest założycielem International Kyokushin Organization Nakamura (jap.極真会館 中村道場) obecnie kierowanym przez jego syna Masanagę Nakamura (8 Dan).
W Polsce głównym przedstawicielem organizacji I.K.O. Nakamura jako Branch chief/head of Poland jest Shihan Piotr Sawicki (6 Dan) z Białegostoku. W organizacji tej jako Branch chief podlega Zbigniew Goliński (5 Dan) z Limanowej.

## Wyniki
- 1977 - III miejsce, Mistrzostwa Japonii
- 1978 - III miejsce, Mistrzostwa Japonii
- 1979 - I miejsce, Mistrzostwa Japonii
- 1979 - I miejsce Mistrzostwa Świata
- 1980 - II miejsce, Mistrzostwa Japonii
- 1981 - II miejsce, Mistrzostwa Japonii
- 1984 - I miejsce, Mistrzostwa Świata